# Forthing Jingyi X6

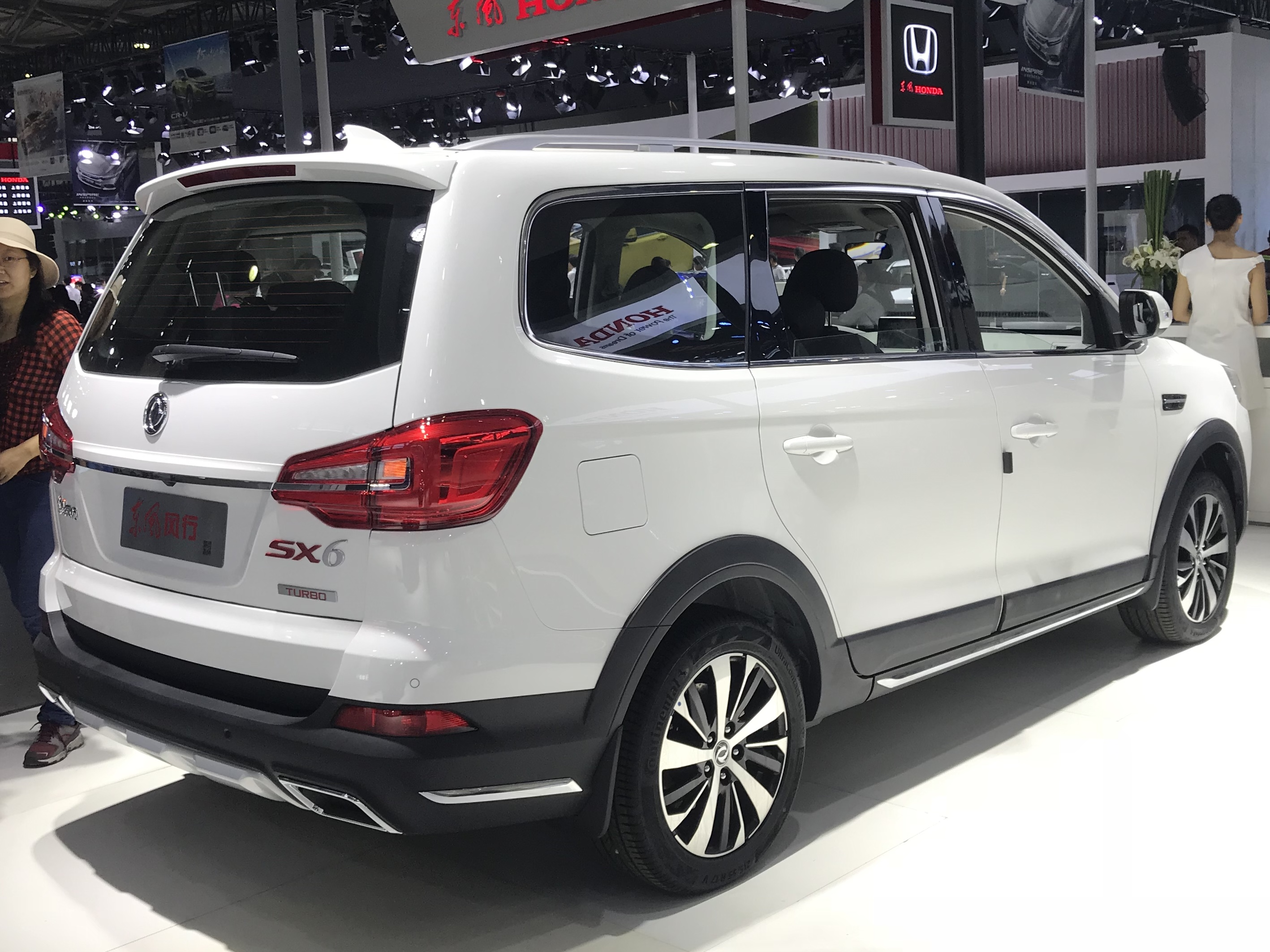
Вид сзади

Forthing Jingyi X6 — выпускающийся с 2016 по 2017 год среднеразмерный кроссовер суббренда Forthing китайского автопроизводителя Dongfeng.

## Описание
Forthing Jingyi X6 являлся модернизированным вариантом Fengxing SX6 с более мощными двигателями, которые сочетаются в паре пятиступенчатой механической трансмиссией или вариатором. По сути, это семиместный кроссовер с конфигурацией 2-2-3. Его цены варьировались от 84900 до 109900 юаней. Конкурентами являлись Renault Kadjar и Renault Koleos. Из-за проблем с продажами производство автомобиля Forthing Jingyi X6 было завершено в 2017 году.

## Технические характеристики
Автомобиль Forthing Jingyi X6 оснащался рядным четырёхцилиндровым 1,5-литровым двигателем мощностью 117 л. с. и крутящим моментом 150 Н⋅м, а также 2,0-литровым двигателем мощностью 150 л. с. и крутящим моментом 200 Н⋅м.